# فراری اشتباه
فراری اشتباه (انگلیسی: The Wrong Ferarri) یک فیلم بلند کمدی-درام به نویسندگی، تهیه‌کنندگی و کارگردانی آدام گرین است که در سال ۲۰۱۱ منتشر شد. تمامی این فیلم دوربین آی‌فون گرفته شده‌است و آدام گرین آن را با الهام از موزها، کوه مقدس، بسامد فرابالا، پاتنی سووپ و ساینفلد ساخت.